# Jette van der Meij
Jette van der Meij, née Henriëtte Theodore van der Meij le 24 septembre 1954 à Oosterbeek, est une actrice et chanteuse néerlandaise.

## Filmographie

### Téléfilms
- Depuis 1990 : Goede tijden, slechte tijden : Laura Selmhorst
- 1991 : In voor- en tegenspoed (nl) : L'assistante du docteur
- 2004 : Kees & Co (nl) : Laura Selmhorst
- 2017-2018 : Nieuwe Tijden (nl) : Laura Selmhorst

### Cinéma
- 1988 : Honneponnetje (nl): La chauffeuse de Taxi
- 1998 : Goede tijden, slechte tijden: De reünie (nl) : Laura Alberts

## Théâtre

### Pièces et comédies musicales
- 2005-2006 : Ti-Ta Tovenaar, de musical : Grobbema
- 2008 : Het cadeau voor Sinterklaas : Toneelmevrouw
- 2013-2014 : Purper Ladies : La soliste
- 2016-2017 : Gare de Lyon : Rachel